# リリアンヌ・ベタンクール
リリアンヌ・ベタンクール（Liliane Bettencourt、1922年10月21日 - 2017年9月20日)は、パリ7区生まれの女性実業家。

## 人物
フランス人である世界一裕福とされる女性であった。2006年時点での純資産は160億ドル。米経済誌フォーブスの2017年ランキングでは、推定資産約400億ドル（約4兆5千億円)で世界の女性1位（男性を含めると14位）とされた。
世界最大の化粧品会社ロレアルの創業者ウジェーヌ・シュエレールの一人娘として生まれた。1927年、5歳の時、母親が死去。1950年にフランス人政治家アンドレ・ベタンクールと結婚。
かねて合法的に政党や政治家への献金を行ってきたが、実娘フランソワーズとの遺産を巡る法廷闘争が続く最中の2010年になって、ニコラ・サルコジの大統領選挙キャンペーンを非合法的に支援していた疑いが報道された（ベタンクール事件）。
2017年9月20日、94歳で死去。